# Вершино-Рыбное
Вершино-Рыбное— село  в Партизанском районе Красноярского края , административный центр Вершино-Рыбинского сельсовета.

## География
Находится  примерно в 23 километрах по прямой на юг от районного центра села Партизанское.

## Климат
Климат умеренно холодный, континентальный. Вегетационный период продолжается, в среднем, 135 дней–148 дней, а безморозный в среднем 96 дней, с колебаниями в отдельные годы от 105 до 79 дней. Устойчивый снежный покров лежит более пяти месяцев (в среднем с первой декады ноября до конца апреля). Средняя высота снежного покрова под пологом составляет 56 см, на открытых участках – 19 см. Среднегодовое количество осадков 375 мм. Средняя температура воздуха за год -0,9°С. 

## История
Село основано в 1885 году как переселенческий участок. К 1889 году на участке Вершина Рыбной проживало уже пять семей. Названа по истоку местной речки. К 1900 году в селе проживало уже 347 семей. К началу коллективизации село насчитывало более шестисот семей, в нем проживало около 2500 человек. В советское время работали колхозы «Охотник», им.Чапаева, «Путь к коммунизму», совхоз «Партизанский».

## Население
Постоянное население составляло 989 человек в 2002 году (93% русские),  761 в 2010.